# Tianxing (köping i Kina, Yunnan)
Tianxing är en köping i Kina. Den ligger i provinsen Yunnan, i den sydvästra delen av landet, omkring 330 kilometer nordost om provinshuvudstaden Kunming. Antalet invånare är 58 221. Befolkningen består av 26 845 kvinnor och 31 376 män. Barn under 15 år utgör 23,0 %, vuxna 15-64 år 70 %, och äldre över 65 år 6,0 %.
Genomsnittlig årsnederbörd är 1 157 millimeter. Den regnigaste månaden är juli, med i genomsnitt 289 mm nederbörd, och den torraste är december, med 11 mm nederbörd.